# 纽约时报公司诉沙利文案
纽约时报诉沙利文案（New York Times Co. v. Sullivan， 376 U.S. 254 (1964)），美国最高法院在此案中确立了要求官员或公众人物在指控媒体报道涉嫌诽谤或侵害名誉时必须遵循的真實惡意原則，並允许媒體对美国南部民权运动的报道。该案是保障新闻自由的关键判决。真实恶意原则要求，诽谤案件的原告必须证明，所诉的报道出版者明知报道是假的，或者罔顾报道真伪。由于原告承担了极重的举证责任，而且证明一个人内心的活动较为困难，当涉及到公众人物时，此类案件极少会胜诉。
在此判决之前，来自南部州、针对新闻机构的诽谤案件赔偿额达到近3亿美元，这导致许多出版商在报道民权问题上慎之又慎，唯恐惹上诽谤官司。在《纽约时报》胜诉后，新闻机构得以自由报道大范围的动乱和对民权的侵犯。《纽约时报》坚持认为，针对它的此桩诉讼是要吓退新闻机构，阻止他们报道南部政府机构雇员为了继续推行种族隔离而采取非法行为。

## 案件背景
1960年3月29日，《纽约时报》刊载了题为“留心他们高涨的呼声”（Heed Their Rising Voices）的整版广告，为民权领袖马丁·路德·金受到阿拉巴马州伪证罪指控的辩护筹集资金，在广告中提及了一些阻挠民权领袖的行动，但部分内容失实，而且涉及到蒙哥马利市警察。尽管蒙哥马利市民选市政专员L·B·沙利文并没有在广告中被指名道姓地点出来，但是鉴于他的职位，加上他的职责是监督警察部门，对于警方行动的失实批评被认为是对他个人的诽谤。
阿拉巴马州法律要求，政府官员受到出版商的诽谤，必须书面要求出版商公开道歉，且在被告未执行或拒绝执行的情况下，方可要求惩罚性赔偿，因此沙利文发出了书面要求。《时报》拒绝收回报道，并回信表示，“我们……很不解您为何认为广告是在说您的，”并且“您如果愿意，请告知我们您是依据什么认为这个广告是在影射您的”。沙利文并没有回应，而是在数日后提起告诉。他还起诉了广告中提及的四名黑人牧师：拉尔夫·阿伯内西、S·S·西伊、弗雷德·舒特尔斯沃和约瑟夫·洛里。在阿拉巴马法庭的判决中，沙利文胜诉，获赔50万美元。
但是，随后《时报》根据州长约翰·马尔科姆·帕特森（John Malcolm Patterson）的要求，发表了致歉声明。帕特森坚称，该广告指控他“在担任阿拉巴马州州长和阿拉巴马州教育委员会主席时犯下严重失职和不当行为”。当被要求解释为什么向州长而非沙利文致歉时，时报的秘书官作证道：“我们这样做，是因为我们不想让《时报》发表的内容成为对阿拉巴马州的反映，依我们所见，州长是阿拉巴马州的象征，也是州的合适代表，另外，我们在当时已经对广告中所述内容的事实情况有了更多的了解，最后，广告的确提及了州政府和州长担任主席的教育委员会的行为……”而他在作证时表示，他并不认为广告中“有任何文字是针对沙利文先生的”。

## 法院判决
1964年3月9日，联邦最高法院以9比0作出判决裁定《纽约时报》公司胜诉。联邦最高法院在判决书中指出，对于政府官员的公职行为的诽谤案中，阿拉巴马法院在适用法律时，缺乏对联邦宪法第一修正案和第十四修正案所赋予的言论自由和新闻自由的保障。判决进一步认为，为了保障新闻自由，政府官员不得单纯因新闻报导中的内容有失实的部分而提出诽谤起诉。除非他们能证明媒体的报导存在“真实恶意”（即“真实恶意原则”），并且还需证明自己的实际利益因为这一部分失实的内容还确实受到了伤害。但是在这个案件中，政府官员无法证明《纽约时报》公司的这个报导存在真实的恶意，因此判其败诉。

## 脚注
1. ↑  New York Times v. Sullivan, United States Supreme Court, March 9, 1964 (376 U.S. 254). http://www.bc.edu/bc_org/avp/cas/comm/free_speech/nytvsullivan.html （页面存档备份，存于）
2. ↑  . New York Times.   [2011-04-15]. （原始内容存档于2011-08-31）. National Archives-Atlanta, Records of District Courts of the United States (ARC ID 2641477)
3. ↑  英文原文： "we ... are somewhat puzzled as to how you think the statements in any way reflect on you," and "you might, if you desire, let us know in what respect you claim that the statements in the advertisement reflect on you".
4. ↑  英文原文："We did that because we didn't want anything that was published by the Times to be a reflection on the State of Alabama and the Governor was, as far as we could see, the embodiment of the State of Alabama and the proper representative of the state and, furthermore, we had by that time learned more of the actual facts which the ad purported to recite and, finally, the ad did refer to the action of the state authorities and the Board of Education presumably of which the Governor is the ex-officio chairman...."
5. ↑  the Supreme Court. .   [2011-04-15]. （原始内容存档于2013-10-20）.

## 深入阅读
- Burnett, Nicholas F. . Parker, Richard A. (ed.)  (编). . Tuscaloosa, AL: University of Alabama Press. 2003: 116–129. ISBN 081731301X.
- Lewis, Anthony. . New York: Random House. 1991. ISBN 039458774X.
- 安东尼·刘易斯. . 何帆译. 北京: 北京大学出版社. 2011. ISBN 978-7-301-18873-6 （中文）.
- Lithwick, Dahlia. . Slate. 2007-07-17. （原始内容存档于2010-01-13）.
- Watson, John C. . Journal of Mass Media Ethics. 2002, 17 (1): 3–19. doi:10.1207/S15327728JMME1701_02.